# Plesiobalaenoptera quarantellii
La plesiobalenottera (Plesiobalaenoptera quarantellii) è un cetaceo estinto, vissuto nel Miocene superiore (circa 11 – 7 milioni di anni fa). I suoi resti fossili sono stati ritrovati in Italia. 

## Descrizione
Questo animale era molto simile alle odierne balenottere, e come queste possedeva un largo rostro che conferiva alla testa dell'animale un aspetto ampio. La lunghezza doveva essere simile a quella dell'odierna balena grigia (circa 15 metri), ma l'aspetto doveva ricordare maggiormente quello della balenottera comune. 

## Classificazione
Descritto per la prima volta nel 2010, questo animale è noto grazie a resti fossili ritrovati nella zona del fiume Stirone (Emilia-Romagna), in sedimenti del Tortoniano. Lo studio ha permesso di definire numerose caratteristiche dell'animale: la mandibola con una fossa postcoronoide, il periotico con un processo anteriore triangolare e una porzione centrale innalzata, la bulla timpanica con carena ventrale e un'alta apertura di Eustachio. Da un punto di vista filogenetico, Plesiobalaenoptera è risultata molto affine a un cetaceo miocenico della California, Parabalaenoptera baulinensis. Questi due animali rappresentano una distinta sottofamiglia (Parabalaenopterinae) all'interno di un clade più ampio che comprende anche le vere balenottere e la megattera.

## Paleobiologia
La presenza di una fossa postcoronoide nella mandibola indica che Plesiobalaenoptera non era molto efficiente nella tecnica di nutrimento nota come ram feeding, che consiste nel proiettarsi in avanti e inghiottire quanta più acqua (e quindi cibo) possibile. Le odierne balenottere, al contrario, hanno sviluppato pienamente questa tecnica. 